# 약선
약선(藥膳)은 약재를 넣어 조리한 음식이다. 병을 예방하고 치료를 돕기 위하여 먹는다.

## 같이 보기
- 식치